# دن هوسر
دن هوسر (به انگلیسی: Dan Houser) (متولد ۱۹۷۳ یا ۱۹۷۴ میلادی) تهیه‌کننده، نویسنده و صدا پیشه بازی ویدئویی و همچنین بنیانگذار شرکت راک‌استار گیمز (به همراه برادرش سم هوسر) و معاون سابق بخش خلاقیت از راک‌استار گیمز است. او در کنار تهیه کنندگی، نویسنده اصلی راک‌استار گیمز در سری بازی‌های بولی، رد دد ریدمپشن و مکس پین ۳ بود. همچنین او تقریباً نویسندگی تمام عناوین سری بازی اتومبیل‌دزدی بزرگ را بر عهده داشت یا به‌طور مشترک در بخش نویسندگی حضور داشت.

## زندگی‌نامه
هوسر در لندن متولد شد، پدر او والتر هوسر یک وکیل انگلیسی و مادرش جرالدین مفتات بازیگر بود. هوسر در رشته جغرافیا تحصیل کرد. علی‌رغم اینکه هر دو تمایل داشتند که نوازنده موسیقی شوند، برادران هوسر در نزدیکی یک کتابخانه ویدئویی بزرگ شدند و از جوانی در قصه گویی جذابیت داشتند. آنها بسیاری از فیلم‌های فرقه ای و جنایی آمریکایی و فیلم سلحشوران را تماشا کردند. دن هوسر در مصاحبه ای گفت که او طرفدار والتر هیل کارگردان فیلم سلحشوران است. و به این علت راک‌ستار گیمز نسخه دیگری از بازی The Warriors را منتشر کرد. در سال ۱۹۹۵، دن هوسر مشغول به کار نیمه وقت در شرکت BMG Interactive CD-ROM بود، ولی تا سال ۱۹۹۶ او به‌طور تمام وقت کار نمی‌کرد. دن و سم بعداً پس از دیدن پیش نمایش یک بازی ویدئویی به نام Race'n'Chase که توسط DMA Design (راک‌استار نورث امروز) ساخته شده بود به آن علاقه‌مند شدند. برادران هوسر بعنوان ناشر حق امتیاز بازی Race'n'Chase را برای BMG Interactive تصاحب کرد و نام آن را به اتومبیل دزدی بزرگ تغییر داد. پس از فروش شرکت BMG Interactive به شرکت تیک تو در سال ۱۹۹۸، دن و برادرش با تغییر نام شرکت به راک‌ستار گیمز به نیویورک نقل مکان کردند. او بازی‌های سوپر ماریو و افسانه زلدا از کنسول نینتندو ۶۴ را تأثیر گذار بر کارهایش یاد کرده‌است.
دن هوسر به عنوان تهیه‌کننده برای پنج بازی از سری اتومبیل دزدی بزرگ شناخته شده‌است، و همچنین به عنوان نویسنده و صدا پیشه برای این سری فعالیت می‌کرد.  با وجود موفقیت بالای مجموعه اتومبیل دزدی بزرگ، هوسر و برادرش از کانون توجه افراد مشهور دور هستند، و ترجیح می‌دهند به جای اینکه اعتبار یک بازی فقط برای یک شخص مطرح شود، روی برند راک‌ستار گیمز تمرکز کنند. در سال ۲۰۰۹، سم و دن هوسر هر دو در فهرست ۱۰۰ نفر از تأثیرگذارترین افراد در مجله تایم ظاهر شدند. در سال ۲۰۱۲، وی خانه ای را در بروکلین خریداری کرد که زمانی متعلق به نویسنده ای به نام ترومن کاپوتی بود.

### استعفا از راک‌استار گیمز
در فوریه سال ۲۰۲۰، شرکت مادر راک‌استار گیم و شرکت تیک-تو اینتراکتیو، استعفای دن هوسر از شرکت راک‌ستار گیمز را اعلام کرد. وی پس از استراحت طولانی در سال ۲۰۱۹، راک‌ستار گیمز را در ۱۱ مارس ۲۰۲۰ ترک کرد.

## سابقه بازی‌های ویدئویی

### تهیه کنندگی
- اتومبیل‌دزدی بزرگ: ۱۹۶۹، لندن (۱۹۹۹)
- اتومبیل‌دزدی بزرگ ۳ (۲۰۰۱)
- Smuggler's Run: Warzones (تهیه‌کننده اجرایی) (۲۰۰۲)
- اتومبیل‌دزدی بزرگ: وایس سیتی (۲۰۰۲)
- اتومبیل‌دزدی بزرگ: سان اندرس (۲۰۰۴)
- اتومبیل‌دزدی بزرگ: ماجراهای وایس سیتی (۲۰۰۶) (تهیه‌کننده اجرایی)
- رد دد ریدمپشن (۲۰۱۰) (تهیه‌کننده اجرایی)[۶]
- لس آنجلس سیاه (۲۰۱۱) (تهیه‌کننده اجرایی)
- مکس پین ۳ (۲۰۱۲) (تهیه‌کننده اجرایی)
- رد دد ریدمپشن ۲ (۲۰۱۸) (تهیه‌کننده اجرایی)

### نویسندگی
- اتومبیل‌دزدی بزرگ: ۱۹۶۹، لندن (۱۹۹۹)
- اتومبیل‌دزدی بزرگ ۲ (۱۹۹۹)
- اتومبیل‌دزدی بزرگ ۳ (۲۰۰۱)
- اجرای قاچاقچی ۲: سرزمین خصمانه (۲۰۰۱)
- اتومبیل‌دزدی بزرگ: وایس سیتی (۲۰۰۲)
- اتومبیل‌دزدی بزرگ: سان اندرس (۲۰۰۴)
- اتومبیل‌دزدی بزرگ: ماجراهای لیبرتی سیتی (۲۰۰۵)
- اتومبیل‌دزدی بزرگ: ماجراهای وایس سیتی (۲۰۰۶)
- بولی (۲۰۰۶)
- بولی نسخه بورسیه (۲۰۰۸)
- اتومبیل‌دزدی بزرگ ۴ (۲۰۰۸)
- باشگاه نیمه شب: لس آنجلس (۲۰۰۸) (دیالوگ نویس)
- اتومبیل‌دزدی بزرگ ۴: گمشده و نفرین‌شده (۲۰۰۹)
- اتومبیل‌دزدی بزرگ: جنگ‌های محله چینی‌ها (۲۰۰۹)
- اتومبیل‌دزدی بزرگ ۴: حکایت گی تونی (۲۰۰۹)
- رد دد ریدمپشن (۲۰۱۰)
- رد دد ریدمپشن: ارواح کابوس (۲۰۱۰)
- مکس پین ۳ (۲۰۱۲)
- اتومبیل‌دزدی بزرگ ۵ (2013)[۶]
- رد دد ریدمپشن ۲ (2018)[۲۱]

### گویندگی
- X-Squad (2000)
- اتومبیل‌دزدی بزرگ ۳ (۲۰۰۱) - به عنوان عابر پیاده
- اتومبیل‌دزدی بزرگ: وایس سیتی (۲۰۰۲) - به عنوان تماس گیرنده رادیو، صدای تجاری
- اتومبیل‌دزدی بزرگ: سان اندرس (۲۰۰۴) - به عنوان صدای تجاری
- اتومبیل‌دزدی بزرگ: ماجراهای لیبرتی سیتی (۲۰۰۵) - به عنوان صدای تجاری